# Джошуа, Эбенезер
Эбенезер Теодор Джошуа (англ. Ebenezer Theodore Joshua; 23 мая 1908 года Кингстаун, Сент-Винсент — 14 марта 1991 года Кингстаун, Сент-Винсент) — первый главный министр Сент-Винсента и Гренадин с 1956 по 1967 год от левой Народной политической партии.
В 1980 году Джошуа стал членом Церкви Иисуса Христа Святых последних дней.
Международный аэропорт в Сент-Винсенте назван в его честь.